# Hans Leithe
Hans Leithe (ur. 21 marca 1978) – norweski biegacz narciarski, srebrny medalista mistrzostw świata juniorów.
Po raz pierwszy na arenie międzynarodowej pojawił się w 1998 roku podczas mistrzostw świata juniorów w Pontresinie. Zajął tam drugie miejsce w sztafecie oraz jedenaste w biegu na 30 km techniką klasyczną.
W zawodach Pucharu Świata zadebiutował 20 marca 1999 roku w Holmenkollen, gdzie zajął 62. miejsce w biegu na 50 km stylem dowolnym. Pierwsze pucharowe punkty zdobył blisko rok później, 8 marca 2000 roku w tej samej miejscowości, zajmując 30. miejsce w sprincie stylem klasycznym. Był to jego najlepszy wynik w zawodach tego cyklu. W klasyfikacji generalnej sezonu 1999/2000 zajął ostatecznie 124. miejsce.
Nigdy nie wziął udziału w mistrzostwach świata ani igrzyskach olimpijskich.

## Osiągnięcia

### Mistrzostwa świata juniorów
| Miejsce | Dzień       | Rok  | Miejscowość  | Konkurencja             | Wynik     | Strata  | Zwycięzca        |
| ------- | ----------- | ---- | ------------ | ----------------------- | --------- | ------- | ---------------- |
| 2.      | 23 stycznia | 1998 | Sankt Moritz | Sztafeta 4x10 km        | 1:49:26,3 | +13,2   | Czechy           |
| 11.     | 25 stycznia | 1998 | Sankt Moritz | 30 km stylem klasycznym | 1:27:16,9 | +2:20,0 | Aleksiej Łuszkin |

### Puchar Świata

#### Miejsca w klasyfikacji generalnej
- sezon 1998/1999: -
- sezon 1999/2000: 124.
- sezon 2000/2001: -

#### Miejsca na podium
Leithe nigdy nie stał na podium indywidualnych zawodów Pucharu Świata.